# 鸭腱藤
鸭腱藤（学名：Entada pursaetha），又稱鴨見藤，为豆科榼藤属下的一个种。